# Marcel Rodman
Marcel Rodman (ur. 25 września 1981 w Rodine, Jugosławia) – słoweński hokeista, reprezentant Słowenii, dwukrotny olimpijczyk, trener.
Jego młodszy brat David (ur. 1983) również został hokeistą. Obaj występowali razem w klubach z Jesenic, Wiednia i Bietigheim-Bissingen.

## Kariera zawodnicza
- Pickering Panthers (1997-1998)
- Peterborough Petes (1999-2001)
- Acroni Jesenice (2001-2002)
- EC Graz 99ers (2002-2003)
- Krefeld Pinguine (2003-2004)
- Acroni Jesenice (2004-2005)
- EC Graz 99ers (2005-2006)
- Acroni Jesenice (2006-2007)
- HD Mladi Jesenice (2007)
- Vienna Capitals (2007-2008)
- Acroni Jesenice (2008-2009)
- Vienna Capitals (2009-2012)
- SC Bietigheim-Bissingen (2012-2013)
- SERC Wild Wings (2013-2014)
- KHL Medveščak Zagrzeb (2014)
- EC KAC (2014-2015)
- Dresdner Eislöwen (2015-2016)
- SC Bietigheim-Bissingen (2017)
- EC Bad Tölz (2017-2018)

Wychowanek Acroni Jesenice. W wieku juniorskim występował w kanadyjskich rozgrywkach OHL. W drafcie NHL z 2001 został wybrany przez Boston Bruins. W tym roku powrócił jednak do ojczyzny i występował nadal w Jesenicach. Następnie grał także w klubach niemieckich i austriackich. Od 2012 zawodnik SC Bietigheim-Bissingen, niemieckiego klubu 2. Bundesligi. Od lipca 2013 zawodnik niemieckiego klubu SERC Wild Wings. Od końca maja 2014 zawodnik chorwackiego klubu KHL Medveščak Zagrzeb. Od grudnia 2014 do maja 2015 zawodnik EC KAC. Od lipca 2015 zawodnik Dresdner Eislöwen. Od stycznia 2017 ponownie w SC Bietigheim-Bissingen. Od sierpnia 2017 zawodnik EC Bad Tölz. W lipcu 2018 ogłosił zakończenie kariery zawodniczej.
Uczestniczył w turniejach mistrzostw świata w 2001 (Dywizja I), 2002, 2003, 2004, 2005, 2006 (Elita), 2007 (Dywizja I), 2008 (Elita), 2009, 2010 (Dywizja I), 2011 (Elita), 2012 (Dywizja I), 2013 (Elita), 2014 (Dywizja I), 2015 (Elita) oraz zimowych igrzysk olimpijskich 2014, 2018. W barwach drużyny narodowej kilka lat pełnił funkcję kapitana, a następnie asystenta kapitana.

## Kariera trenerska
- KHL Medveščak Zagrzeb (2018), asystent trenera
- HDD Jesenice (2018-2019), główny trener[11]
- DVTK Jegesmedvék (2019-2020), główny trener[12][13]
- HDD Jesenice (2020/2021), dyrektor operacji hokejowych[11]
- EC VSV (2021-), asystent trenera[14]

## Sukcesy
Reprezentacyjne
- Awans do Elity mistrzostw świata: 2001, 2004, 2007, 2010, 2012, 2014

Klubowe
- Złoty medal mistrzostw Słowenii: 2005, 2006, 2009 z Acroni Jesenice
- Mistrzostwo Interligi 2005, 2006 z Acroni Jesenice
- Mistrzostwo 2. Bundesligi: 2013 z SC Bietigheim-Bissingen
- Puchar Niemiec: 2013 z SC Bietigheim-Bissingen

Indywidualne
- Mistrzostwa Świata w Hokeju na Lodzie 2002:
  - Drugie miejsce w klasyfikacji strzelców turnieju: 6 goli[15]
  - Pierwsze miejsce w klasyfikacji strzelców w ramach reprezentacji Słowenii w turnieju: 6 goli
  - Pierwsze miejsce w klasyfikacji kanadyjskiej w ramach reprezentacji Słowenii w turnieju: 7 punktów
- 2. Bundesliga 2012/2013:
  - Drugie miejsce w klasyfikacji kanadyjskiej w sezonie zasadniczym: 67 punktów[16]
  - Drugie miejsce w klasyfikacji strzelców w sezonie zasadniczym: 28 goli
  - Drugie miejsce w klasyfikacji asystentów w sezonie zasadniczym: 31 asyst